# Mallory (téléfilm)
Pour les articles homonymes, voir Mallory.
 (février 2016).
Si vous disposez d'ouvrages ou d'articles de référence ou si vous connaissez des sites web de qualité traitant du thème abordé ici, merci de compléter l'article en donnant les références utiles à sa vérifiabilité et en les liant à la section « Notes et références ».
Mallory est un téléfilm policier français réalisé par François Guérin et diffusé le 20 février 2016 sur France 3.

## Synopsis
Un enquêteur marseillais nommé Joseph Mallory enquête dans le sud de la France à Marseille avec une coéquipière avec laquelle il va avoir du mal à s'entendre.

## Fiche Technique
- Titre : Mallory
- Réalisateur : François Guérin
- Scénario, adaptation et dialogues : Marc Eisenchteter et Christian François
- Musique originale : Frédéric Porte
- Producteur : Jean Nainchrik
- Producteur exécutif : Patrice Onfray
- Direction de production : Stéphane Gueniche et Anne Moullahem
- Production Artistique : Anthony Lancret et Pierre Laugier
- Image : Jean-Philippe Gosselin
- Lieu de tournage : Marseille (Provence-Alpes-Côte d'Azur)
- Production : Septembre Productions, avec la participation de France Télévisions
- Genre : Policier
- Durée : 90 minutes

## Distribution
- Philippe Caroit : Joseph Mallory
- Romane Portail : Capitaine Raphaelle Lindberg
- Françoise Gillard : Commissaire Caprice Antonetti
- Alix Bénézech : Marie Legeay
- Toinette Laquière : Aurore Lemoine
- Rémi Bichet : Karl Pietri
- David Salles : Bernie
- Julien Tortora : Lieutenant Antoine Germon
- Patrick Médioni : Esteban

## Audience
Le téléfilm a été vu par 3,217 millions de téléspectateurs, pour une part d'audience de 14,2 % sur l'ensemble du public.